# 부안 도청리 호랑가시나무 군락
부안 도청리 호랑가시나무 군락(扶安 道淸里 호랑가시나무 群落)은 대한민국 전북특별자치도 부안군 변산면 도청리에 있는 호랑가시나무이다. 1962년 12월 7일 대한민국의 천연기념물 제122호로 지정되었다. 호랑가시나무는 감탕나무과에 속하며 사시사철 잎이 푸른 나무로 변산반도가 북쪽 한계선이다. 주로 전남 남해안과 제주 서해안에서 자라고 있다. 잎 끝이 가시처럼 되어 있어서 호랑이의 등을 긁는데 쓸만하다 해서 붙여진 이름으로 호랑이등긁기나무, 묘아자나무라고도 한다. 열매는 9·10월에 빨갛게 익는데, 겨울철에 눈속에서도 붉은 빛을 띠어 관상수로서 제격이며, 성탄절 장식으로도 많이 사용한다.
부안 도청리의 호랑가시나무 군락은 도청리의 남쪽 해안가 산에 50여 그루가 듬성듬성 집단을 이루어 자라고 있다. 나무들의 높이는 약 2∼3m 정도 된다. 전하는 말에 의하면 집안에 마귀의 침입을 막기 위해 음력 2월 1일에 호랑가시나무가지를 꺾어 물고기와 같이 문 앞에 매다는 습관이 있었다고 한다.
부안 도청리의 호랑가시나무 군락은 호랑가시나무가 자연적으로 자랄 수 있는 북쪽 한계지역으로 식물분포학상 가치가 높아 천연기념물로 지정·보호하고 있다.